# Anglesey (île)
Pour les articles homonymes, voir Anglesey (homonymie) et Ynys Môn.
 (novembre 2021).
Si vous disposez d'ouvrages ou d'articles de référence ou si vous connaissez des sites web de qualité traitant du thème abordé ici, merci de compléter l'article en donnant les références utiles à sa vérifiabilité et en les liant à la section « Notes et références ».
Ynys Môn
Anglesey (appellation en anglais), ou ynys Môn (appellation en gallois), est une île de la mer d’Irlande, séparée de la Grande-Bretagne par le détroit de Menai et de Holy Island par celui de Cymyran (en).
Plus grande île du pays de Galles (Royaume-Uni), elle est rattachée au comté d’Anglesey, dont le chef-lieu, Llangefni, est également la principale ville de l’île. Ses autres agglomérations sont Amlwch, Llanfair Mathafarn Eithaf, Menai Bridge, Llanfairpwllgwyngyll, Valley et Beaumaris, ancienne capitale du comté. Le littoral insulaire est partiellement classé comme Area of Outstanding Natural Beauty depuis 1967.

## Toponymie
Connue sous le nom de Mona du temps des Romains, l’île d’Anglesey est associée aux druides celtes.
Le nom gallois actuel de l’île est Môn, dérivant du brittonique Mona. Le nom anglais, Anglesey, est une version déformée du vieux norrois Ǫngullsey qui signifiait « l’île d’Ongull ». Les autres noms gallois que l’île a reçu furent ynys Dywyll (l’« île Noire ») et ynys y Cedyrn (l’« île des Braves »). Tacite, Pline l’Ancien et Dion Cassius la nomment Mona. Giraldus Cambrensis note qu’elle est nommée Mam Cymru (la « Mère du pays de Galles »). Elle a également été baptisée, entre autres, Clas Merddin.
En gallois, les habitants d’Anglesey sont appelés les Monwys (de Môn et de -wys). Au singulier, un habitant est désigné comme un Monwysyn. Les formes plurielles de Monwyson, Monwysion ou encore de Monwysiaid sont également attestées.

## Géographie

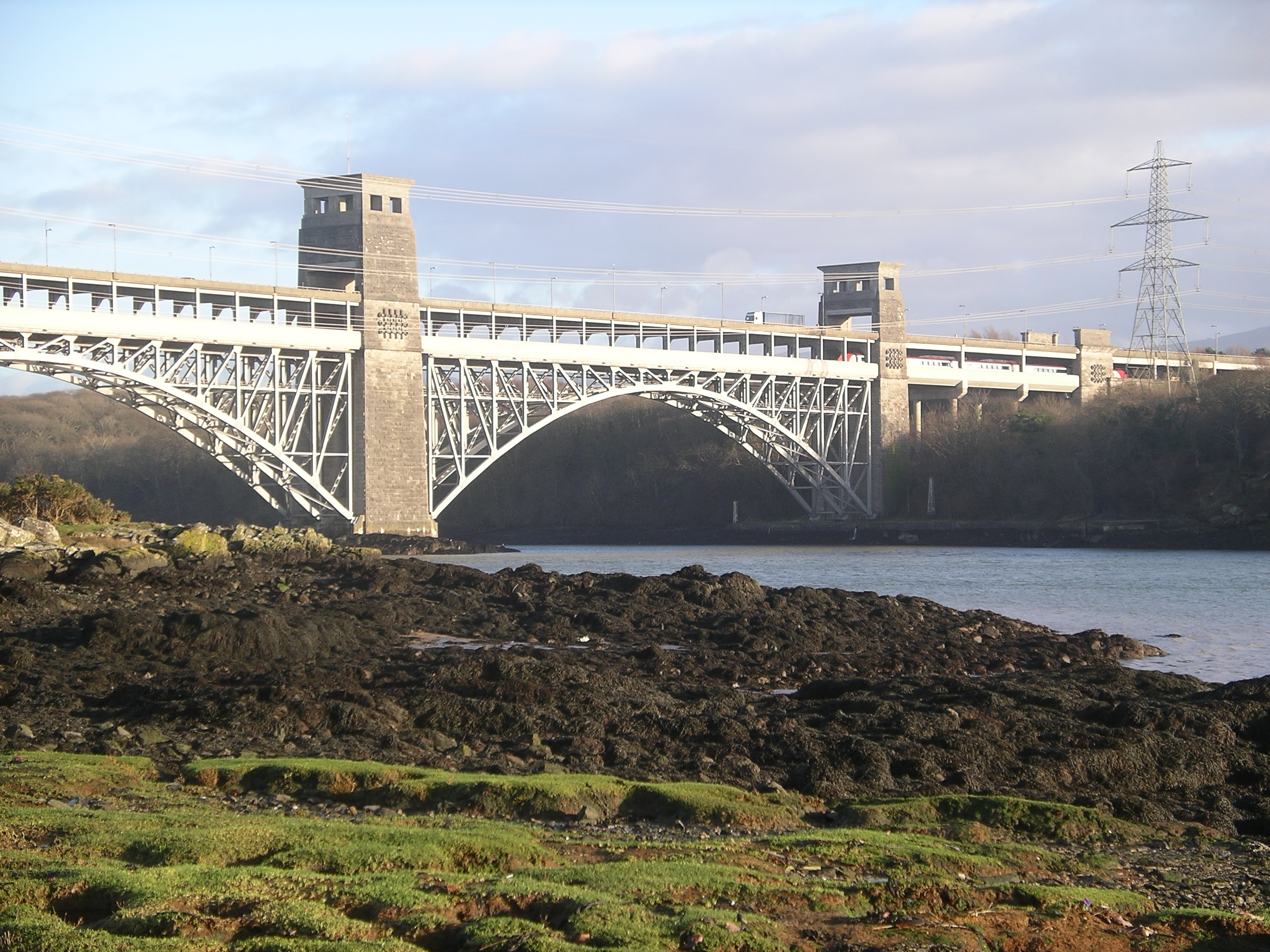
Le pont Britannia, l’un des deux ouvrages (avec le pont suspendu de Menai) enjambant le détroit de Menai.

### Géologie et relief
Anglesey est une île relativement plate, avec quelques régions élevées, comme le mont Parys (en), Cadair Mynachdy (ou Monachsy, « la chaire du monastère », car il y a un couvent non loin), Mynydd Bodafon (en). L’île est considérée comme la région céréalière du pays de Galles, d’où le nom qu’elle reçut au Moyen Âge de « Mère du pays de Galles ». Cet atout géographique fit d’elle une position stratégique lors des siècles d’affrontement entre les dirigeants des différents royaumes d’Angleterre et les princes gallois.

### Hydrographie
Il existe quelques lacs, principalement à l’ouest comme le Cors Cerrig y Daran, mais les rivières sont par contre peu nombreuses et petites. Il existe deux grands réservoirs d’eau dirigés par Dŵr Cymru Welsh Water : le llyn Cefni (en) au centre de l’île, alimenté par les eaux de l’afon Cefni (en), et le llyn Alaw (en) au nord de l’île. Le llyn Llywenan (en) est le plus grand lac naturel de l’île.

### Climat
Le climat est humide mais constant en raison des effets du Gulf Stream dans laquelle l’île baigne. La qualité de la terre est inégale et l'île était probablement plus fertile par le passé.

### Paysages
L’île d’Anglesey compte quatre caps principaux :
- l’Abermenai Point (en), le plus méridional ;
- le Carmel Head (en) ;
- le cap de Penmon (en), le plus oriental ;
- le cap de Torllwyn (en).

### Milieux naturels et biodiversité
L’élevage du bétail, aidé par les techniques modernes, est pratiqué de façon assez intensive sur une bonne partie d’Anglesey. La préservation écologique y est peu appliquée, mais il existe pourtant quelques sites qui sont protégés. De plus, certains lacs, peuplés de nombreuses espèces d’oiseaux aquatiques et semi-aquatiques, présentent un intérêt écologique important. À l’ouest, les marais Malltraeth abritent occasionnellement une espèce d’ardéidé (oiseau de la famille du héron), et l’estuaire proche de l’afon Cerfi héberge également des oiseaux rendus internationalement célèbres par les peintures de Charles Tunnicliffe.
La côte du comté d’Anglesey est désignée Area of Outstanding Natural Beauty (AONB) en 1966 et confirmée l’année suivante. Elle couvre une grande partie des 201 kilomètres du littoral du comté, sur une superficie de plus de 21 000 hectares. Ce territoire possède de nombreuses plages, particulièrement le long de la côte est aux environs de Beaumaris et d’Amlwch et sur la côte est, près de Ynys Llanddwyn et des petites baies aux environs de Carmel Head, en passant par Rhosneigr.

## Urbanisme
Anglesey a beaucoup de petites villes disséminées à travers l’île, ce qui lui confère une répartition démographique plutôt stable. Parmi les plus importantes, citons :
- Biwmares (« Beaumaris » en anglais) où se dresse le château de Beaumaris qu’Édouard Ier fit construire lors de sa campagne dans le nord du pays de Galles ; il s’agit aujourd’hui d’un port de plaisance important ;
- Niwbwrch (« Newborough » en anglais), construite par les habitants de Llanfaes lorsqu’ils ont dû être relocalisés lors de la construction du château de Beaumaris et où se dresse le site de Llys Rhosyr, la cour des princes de Galles médiévaux, l’une des plus vieilles du Royaume-Uni ;
- Llangefni, au centre de l’île, qui est aujourd’hui le centre administratif du comté d’Anglesey ;
- Porthaethwy (« Menai Bridge » en anglais), élargie lors de la construction du pont suspendu de Menai afin d’y loger les ouvriers ; il s’agit à l’origine d’un point de traversée important pour les ferries ; près de cette ville se trouve Bryn Celli Ddu, un tertre funéraire de l’âge de pierre ;
- la ville d’Amlwch, au nord-est, autrefois un centre industriel important car bâti au XVIIIe siècle pour exploiter la mine de cuivre du mont Parys ;
- Llanfairpwllgwyngyllgogerychwyrndrobwllllantysiliogogogoch, qui a le mérite d’être le village qui a un des noms les plus longs du monde, même s’il s’agit d’un nom inventé au XIXe siècle pour les touristes ; en gallois on dit simplement Llanfairpwll ou Llanfair Pwllgwyngyll.

## Histoire

### Antiquité
Vers 61 apr. J.-C., le général romain Caius Suetonius Paulinus, puis en 78 le général Agricola, déterminés à saper leur autorité, attaquent l’île et détruisent leur nemetons (temples et bosquets sacrés). L’île fut ensuite envahie par les Saxons au Ve siècle, puis les Vikings au IXe siècle et enfin les Normands qui la rattachent au royaume d’Angleterre.
À en croire la triade, Anglesey faisait autrefois partie de l’île principale, ce fait étant prouvé par l’expertise géologique. Au Ve siècle, Cadwallon annexe l’île qui devint le berceau du royaume de Gwynedd. Les princes de Gwynedd résidèrent à Aberffraw, aujourd’hui un village au sud-ouest de l’île, du IXe siècle jusqu’en 1282 (à la mort de Llywelyn le Dernier).
La route qui relie Holyhead à Llanfairpwllgwyngyll est une voie romaine. On a excavé sur l’île de nombreux campements, pièces de monnaie et ornements britanniques et romains.
De nos jours, 28 cromlechs se dressent sur les plateaux avec vue sur la mer comme à Plâs Newydd.

## Économie

### Transports maritimes
Anglesey est une des routes principales qui mène de la Grande-Bretagne à l’Irlande, grâce aux ferries qui partent de Holyhead, à l’ouest de l’île voisine de Holy Island, et qui mènent à Dún Laoghaire et Dublin.

### Tourisme
De nos jours, c’est le tourisme qui est l’activité économique principale de l’île, suivi par l’agriculture dont les crèmeries sont les plus productives de la région.
Un zoo aquatique est devenu une attraction touristique. Ses « pensionnaires » sont des espèces locales (langoustes, anguilles, etc.) dont on a recréé l’habitat naturel. En outre, le zoo produit du sel en évaporant l’eau de mer et fait l’élevage de homards et d’huîtres perlières.

### Industrie
Les industries principales sont concentrées à Holyhead qui possède notamment une fonderie d’aluminium, et à Amlwch, près de la centrale nucléaire de Wylfa, où se trouve une usine d’extraction de brome. Il existe néanmoins toute une batterie d’industries plus petites, concentrées pour la plupart dans les parcs industriels de Llangefni et de Gaerwen, qui comprennent un abattoir, des centres de fabrication de produits chimiques ou de bois d’œuvre, des fonderies d’aluminium, des centres d’élevage de poissons et des usines de traitement de produits agro-alimentaires.

## Équipements
Anglesey héberge une base aérienne de la Royal Air Force, Valley (en), qui assure la formation du personnel navigant dans le domaine des recherches et du sauvetage. C’est ici que le prince William de Galles est basé comme pilote d’hélicoptère.
Il existe aussi une centrale nucléaire, la centrale nucléaire de Wylfa, au cap Wylfa sur la côte nord.

## Culture
En 1999, Anglesey accueille le festival de l’Eisteddfod (un festival littéraire, poétique et musical gallois).
Le groupe de folk metal suisse d’inspiration celtique Eluveitie a une chanson du nom d’Inis Mona parlant de cette île et de son histoire sur son troisième album Slania.

### Source
- Cet article est partiellement ou en totalité issu de l'article intitulé « Anglesey » (voir la liste des auteurs).